# Bubblegum Crisis Tokyo 2040
Bubblegum Crisis Tokyo 2040 (バブルガムクライシスＴＯＫＹＯ2040?, Baburugamu Kuraishisu TOKYO 2040) è un universo alternativo alla serie di OAV Bubblegum Crisis, che tratta argomenti simili, ma con un nuovo character design ed una nuova storia.
La Anime International Company ottenne i diritti della serie quando la Artmic si sciolse nel 1997. Puntando principalmente al mercato statunitense, vista la coproduzione dell'americana ADV Films vennero realizzati i 26 episodi di "Bubblegum Crisis Tokyo 2040". Al progetto non vollero partecipare il character designer originale Kenichi Sonoda e la doppiatrice Kinuko Ōmori, perché non convinti della buona riuscita del progetto.

## Trama
Dopo che un misterioso terremoto ha messo in difficoltà la città di Tokyo, la "Genom" diventa una influente potenza sociale, provvedendo alla fornitura dei "Boomer", forme di vita umanoidi artificiali, utili per la ricostruzione della città. Tuttavia alcuni Boomer a volte perdono il controllo diventando estremamente pericolosi, e per tale ragione viene istituita la "AD Police". Linna Yamazaki arriva a Tokyo per essere arruolata nell'AD Police, ma con il desiderio non dichiarato, di essere ingaggiata nel gruppo di vigilantes chiamati "Knight Sabers", in possesso di potentissimi esoscheletri, gli unici in grado di affrontare alla pari i Boomers.

## Episodi
Ogni episodio prende il nome da un album o da una canzone di gruppi punk o rock. Si tratta soltanto di una citazione nel titolo, dato che poi il brano non viene utilizzato in alcun modo nell'episodio.
1. Can't Buy a Thrill (album di Steely Dan)
2. Fragile (album degli Yes o canzone di Sting)
3. Keep Me Hanging On (canzone delle The Supremes)
4. Machine Head (album dei Deep Purple)
5. Rough and Ready (album di Jeff Beck)
6. Get it On (album dei T.Rex)
7. Look at Yourself (album degli Uriah Heep)
8. Fireball (album dei Deep Purple)
9. My Nation Underground (album di Julian Cope)
10. Woke Up With a Monster (album dei Cheap Trick)
11. Sheer Heart Attack (album dei Queen)
12. Made in Japan (album dei Deep Purple)
13. Atom Heart Mother (album dei Pink Floyd)
14. Shock Treatment (Gimme Gimme Shock Treatment, canzone dei Ramones)
15. Minute by Minute (album dei The Doobie Brothers)
16. I Surrender (canzone di Cheap Trick)
17. Moving Waves (album dei Focus)
18. We Built this City (canzone dei Jefferson Starship)
19. Are You Experienced (album di Jimi Hendrix)
20. One of These Nights (album degli Eagles)
21. Close to the Edge (album degli Yes)
22. Physical Graffiti (album dei Led Zeppelin)
23. Hydra (album dei Toto)
24. Light My Fire (canzone dei The Doors)
25. Walking on the Moon (canzone dei The Police)
26. Still Alive & Well (album di Johnny Winter)

## Doppiaggio
- Hiroko Konishi: Nene Romanova
- Rio Natsuki: Linna Yamazaki
- Satsuki Yukino: Sylia Stingray
- Yuu Asakawa: Priscilla S. "Priss" Asagiri
- Harunori Miyata: Macky Stingray
- Jouji Nakata: Brian J. Mason
- Ken Yamaguchi: Nigel Kirkland, Nick Roland
- Kiyoyuki Yanada: Leon McNichol
- Tadashi Nakamura: Quincy Rosenkroitz
- Takehiro Murozono: Kusui, Haruma
- Tomohisa Asou: Maceo Henderson
- Yoshiko Horie: Galatea
- Yūji Ueda: Daley Wong
- Ayumi Kida: Madre di Linna
- Banjou Ginga: Motoslave
- Hidenari Ugaki: Miles
- Hideo Ishikawa: Masaki
- Kazuyuki Ishikawa: Fox, Murakami
- Kinryuu Arimoto: Dr. Steven K. Stingray
- Konomi Maeda: Maria
- Kunihiko Yasui: Kain
- Kyoko Hikami: Ellen
- Miho Yamada: Secretary Boomer
- Misa Watanabe: Madre di Sylia
- Saburo Kamei: Yano
- Satsuki Yukino: Galatea (Older)
- Shosei Suzuki: Dr. Shang
- Takuma Suzuki: Kurata, Maxon
- Yuki Masuda: Misae

## Colonna sonora
- Sigle di apertura

"y'know" cantata da Akira Sudou
- Sigle di chiusura

"Waiting for you" cantata da Akira Sudou

## Anime correlati
- AD Police
- Bubblegum Crash
- Bubblegum Crisis
- AD Police TV
- Parasite Dolls
- Scramble Wars